# Уссурійський край
Уссурі́́йський край — традиційна назва південної частини Далекого Сходу Росії. Включає південну частину хребта Сіхоте-Алінь, Приханкайську низовину і прилеглі хребти.